# Rhinophylla pumilio
Rhinophylla pumilio är en fladdermusart som beskrevs av Peters 1865. Rhinophylla pumilio ingår i släktet Rhinophylla och familjen bladnäsor. Inga underarter finns listade i Catalogue of Life.

## Utseende
Hos denna fladdermus är honor allmänt större än hanar. Honor når i genomsnitt en kroppslängd (huvud och bål) av 50 mm, en underarmlängd av 35,0 mm och en vikt av 10,4 g. Hos hanar är de genomsnittliga värden 48,3 mm för kroppslängden, 34,7 mm för underarmlängden och 9,4 g för vikten. Svansens ansats är inte synlig. Rhinophylla pumilio har grå eller brun päls och en mörk till svartaktig flygmembran. Färgen av de runda öronen är rosa-brun. Liksom andra bladnäsor har arten en hudflik på näsan som påminner om ett smalt blad. Den del av flygmembranen som ligger mellan bakbenen (uropatagium) är smal och inte täckt med styva hår. Rhinophylla pumilio skiljer sig även i avvikande detaljer av framtändernas konstruktion från andra arter i samma släkte.

## Utbredning och habitat
Arten förekommer i norra Sydamerika från centrala Colombia och centrala Venezuela till centrala Brasilien och Bolivia. Den lever i tropiska regnskogar, i fuktiga lövfällande skogar och i trädodlingar.

## Ekologi
Individerna vilar i tältliknande bon som skapas av stora blad. Tältet ligger 1,5 till 15 meter över marken och där vilar en hane och upp till tre honor tillsammans. De är aktivas vid slutet av skymningen och i början av gryningen. För att hitta födan flyger de varje natt 1600 till 4750 meter.
Födan utgörs främst av frukter samt av några insekter. I mindre mått ingår även pollen i födan. Till fladdermusens naturliga fiender räknas dödskalleapor (Saimiri). Honor kan troligen para sig hela året.

## Hot
Lokala beståndet hotas av skogsröjningar. Rhinophylla pumilio har en stor utbredning och den är i lämpliga habitat vanligt förekommande. IUCN kategoriserar arten globalt som livskraftig.